# Deathcrush
A Deathcrush a norvég black metal együttes Mayhem EP-je, ami 1987. augusztus 16-án jelent meg, a Posercorpse zenei kiadónál. Ez a lemez az első stúdiólemeze a norvég black metal mozgalomnak. Az albumon található egy Venom-feldolgozás, egy intro és egy outro, ezekkel együtt összesen nyolc dala van.

## Készítés és háttérműveletek
Az albumon található dalszövegekre nagy hatással voltak a korai death metal zenekarok. Ezeket többnyire Necrobutcher írta. Mikor Dead bekerült az együttesbe, akkor a dalszövegeknek sötétebb témákat adott meg.
A Chainsaw Gutsfuck című dal elnyerte 2006-ban a "leghátborzongatóbb dalszöveg" díjat a Blender magazintól.

## Számlista
Az album dalait többnyire a Mayhem zenekar írta, ahol nem, az fel van tüntetve. Néhány verzióban a "(Weird) Manheim" és a "Pure Fucking Armageddon" dalok egynek számítanak.
| #  | Cím                                 | Szerző(k)         | Hossz |
| -- | ----------------------------------- | ----------------- | ----- |
| 1. | "Silvester Anfang"                  | Conrad Schnitzler | 1:56  |
| 2. | "Deathcrush"                        |                   | 3:33  |
| 3. | "Chainsaw Gutsfuck"                 |                   | 3:33  |
| 4. | "Witching Hour" (Venom-feldolgozás) | Venom             | 1:49  |
| 5. | "Necrolust"                         |                   | 3:37  |
| 6. | "(Weird) Manheim"                   |                   | 2:58  |
| 7. | "Pure Fucking Armageddon"           |                   | 2:09  |
| 8. | Outro                               |                   | 1:09  |

## Közreműködők
- Maniac (Sven Erik Kristiansen) – ének, a "Pure Fucking Armageddon" dal kivételével
- Euronymous (Øystein Aarseth) – szólógitár
- Necrobutcher (Jørn Stubberud) – basszusgitár, dalszövegek
- Manheim (Kjetil Manheim) – dobok
- Messiah (Eirik Nordheim) – ének a "Pure Fucking Armageddon" dalban

## Fordítás
Ez a szócikk részben vagy egészben  a   Deathcrush című angol Wikipédia-szócikk fordításán alapul.  Az eredeti cikk szerkesztőit annak laptörténete sorolja fel. Ez a jelzés csupán a megfogalmazás eredetét és a szerzői jogokat jelzi, nem szolgál a cikkben szereplő információk forrásmegjelöléseként.